# 佩德拉诺波利斯
佩德拉诺波利斯是巴西圣保罗州的一个市镇。总面积259.992平方公里，总人口2460人，人口密度9.5人/平方公里。